# ブライス山
ブライス山（ブライスさん、英語、Mount Bryce）とは、北アメリカ大陸北西部に存在する、カナディアン・ロッキー（ロッキー山脈北部）を構成する山の1つである。

## 地理

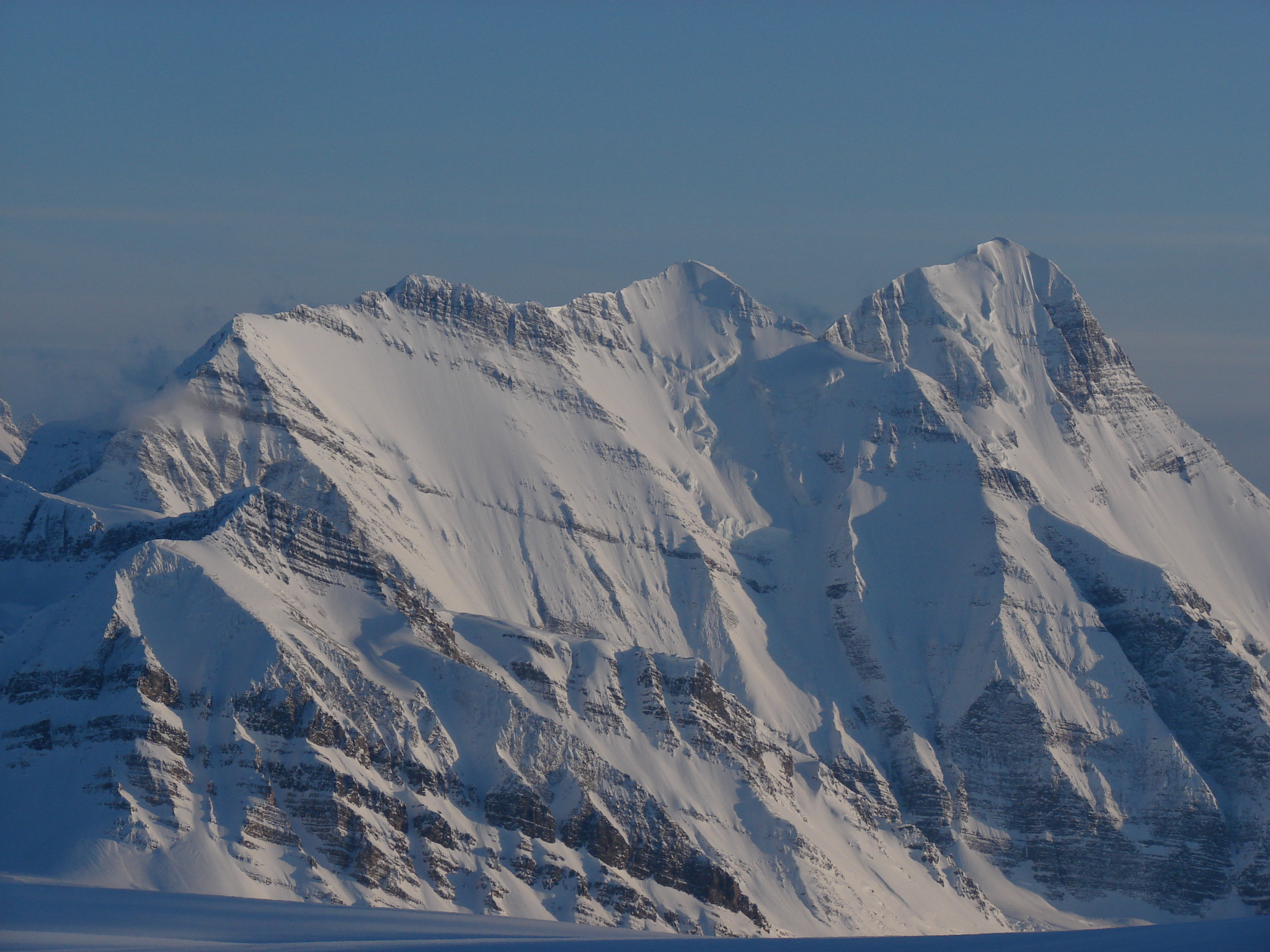
コロンビア氷原側から見たブライス山。したがって、山の北側斜面である。

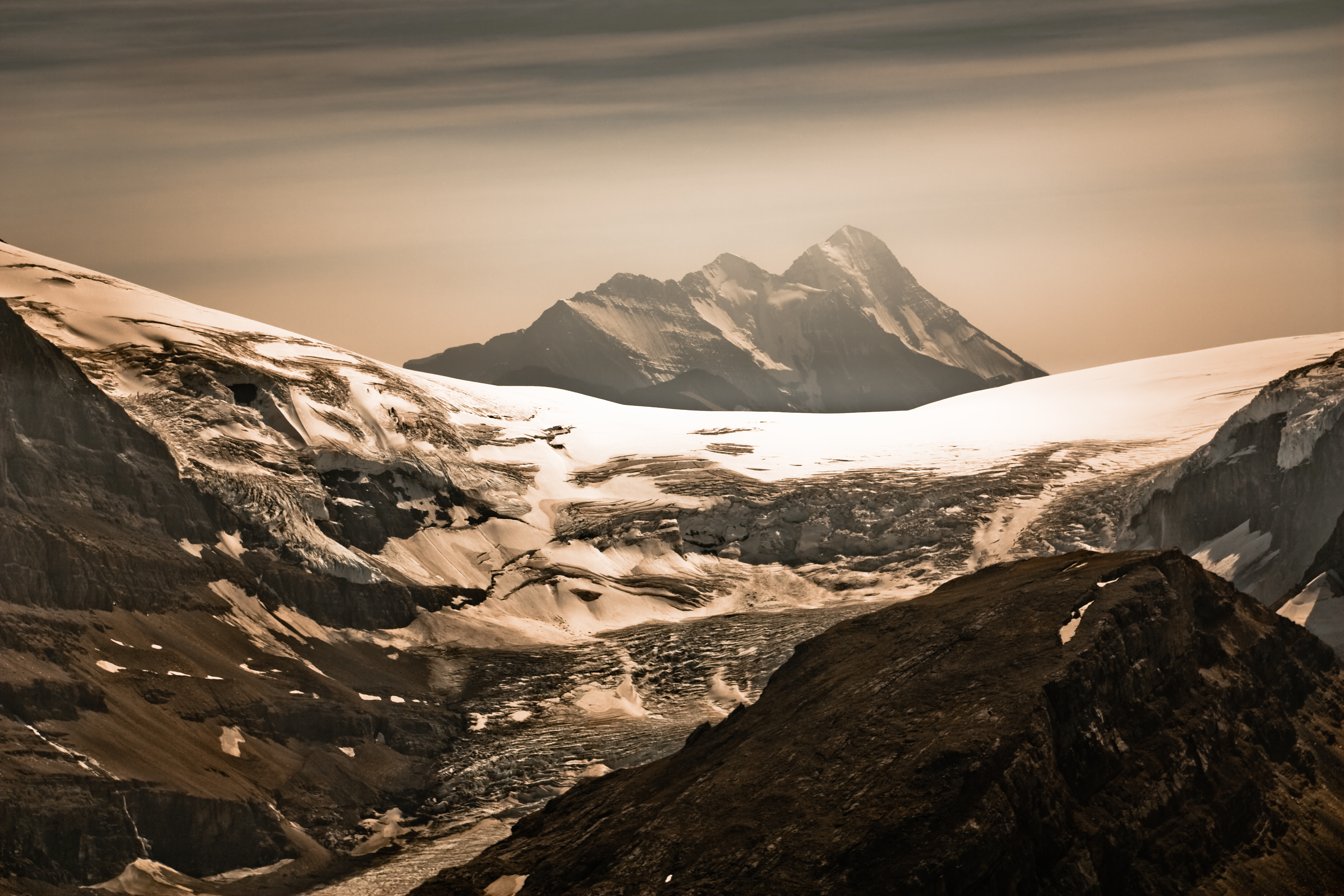
ブライス山の北東方向にある、ウィルコックス山から撮影したブライス山。

ブライス山は、おおよそ北緯52度02分28秒、西経117度19分49秒付近に位置しており

、この場所はカナダのブリティッシュコロンビア州に属している

。
この山の山頂の標高は、約3507 mである

。
また、この場所はコロンビア氷原を取り囲む山の南西の角でもある。ブライス山は、アイスフィールド高速道路からも見ることができる。しかし、大変近づきにくい場所にある山であるため、この山を登ろうとする者は滅多にいない。なお、登る場合は、夏期の8月か9月が適するとされている

。

## 名称について
ブライス山の命名者は、登山家のジョン・ノーマン・コリエである

。
ただし、この山の初登頂は、1902年にジェームズ・アウトゥラム（James Outram）とクリスチャン・コーフマン（Christian Kaufmann）によって成し遂げられたとされている

。
なお、この山の「ブライス」という名称は、「地方自治は民主主義の学校である」という言葉で有名なジェームズ・ブライス（James Bryce）の姓にちなんで命名された

。